# Sphegina fasciata
Sphegina fasciata är en tvåvingeart som beskrevs av Tokuichi Shiraki 1968. Sphegina fasciata ingår i släktet midjeblomflugor, och familjen blomflugor. Inga underarter finns listade i Catalogue of Life.